# Tsing Shanklooster
Het Tsing Shanklooster is gesitueerd aan de voet van Castle Peak, Hongkong. Het klooster is benoemd tot een van de Grade I historic buildings. Het is een chan-boeddhistisch klooster. De Chinese naam "青山禪院" betekent "groene berg chan-boeddhistisch klooster". Binnen het kloostercomplex staat de Pui Topagode, Tsing Wan Koon en de Tsing Shantempel. Deze gebouwen hebben lang tussen dichtbebost gebied gestaan. Boven de sierpoort van de kloostercomplexingang staan de karakters "香海名山" (Geurige zee, beroemde bergen) gegraveerd. Het is een onderschrift dat door oud-Gouverneur van Hongkong Sir Cecil Clementi is gemaakt.

## Geschiedenis
Het klooster werd zo'n 1500 jaar geleden gesticht tijdens de Oostelijke Jin-dynastie. Dit klooster wordt, samen met het Ling Wanklooster (凌雲寺) en Po Linklooster, tot de drie oude boeddhistische tempels van Hongkong gerekend.
Het klooster is een van de Acht mooie plekken van San On. De Chan monnikmeester Pui To leefde in het begin van zijn leven in dit klooster. In 1918 werd er door een daoshi en de familie To de daoïstische tempel Tsing Wantempel gesticht. De daoshi van de tempel bekeerde zich later tot het boeddhisme en werd een boeddhistische monnik en in 1930 liet hij het Tsing Shanklooster herbouwen.
In september 2009 werd het klooster in een tijd van één jaar gerenoveerd.